# Contea di Union (Mississippi)
La contea di Union ( in inglese Union County ) è una contea dello Stato del Mississippi, negli Stati Uniti. La popolazione al censimento del 2000 era di 25 362 abitanti. Il capoluogo di contea è New Albany.